# Austria Glas Recycling
Die Austria Glas Recycling GmbH (AGR) ist eine Non-profit Organisation, die in Österreich für das Abwickeln des Verpackungsglas-Recycling zuständig ist. Sie ist die Branchenrecyclinggesellschaft für den Packstoff Glas im österreichischen Recyclingsystem Altstoff Recycling Austria (ARA), das unter behördlicher Aufsicht des Bundesministerium für Land- und Forstwirtschaft, Umwelt und Wasserwirtschaft (BMLFUW, Lebensministerium) steht.
In Österreich ist – ähnlich wie in der Schweiz, aber im Unterschied etwa zu Deutschland – das Abwickeln des Glasrecycling (wie die gesamte Altstoffverwertung) weitestgehend eine gemeinnützige, nicht gewinnorientierte Branche, die Entsorger und Recycler selbst finanzieren ihre Tätigkeiten über kostendeckende, marktorientierte Preise.

## Geschichte
Die Austria Glas Recycling wurde 1989 als Gesellschaft mit beschränkter Haftung durch Ausgliederung aus dem Verein Austria Recycling gegründet, der in den 1960er und 70er Jahren die systematischen Dauersammlung mit stoffspezifischen Spezialsammelbehältern in Österreich aufgebaut hatte. Gründungsgesellschafter der ARG waren Vetropack Austria GmbH (Pöchlarn NÖ, Mutter Saint-Prex CH), Stölzle-Oberglas AG (Köflach/Bärnbach, Stmk.) und Lutzky Glas GmbH (Kremsmünster OÖ). Da Lutzky Glas 1993 von den Schweizer Vetropack übernommen wurde, verteilen sich die Anteile heute 50/50 zwischen Vetropack und Stölzle.
2008/2009 wurden alle anderen Branchenrecyclinggesellschaften in die ARA AG eingegliedert, sodass das ARA-Sammel- und Verwertungssystem sich heute aus der ARA, der AGR für Glas, sowie der ARA-Tochter ERA für Elektroschrott und Batterien darstellt. Diese Fusionierung war eine Reaktion auf die bedenklichen Entwicklungen in Deutschland gewesen, wo sogar die Duales System Deutschland, die Erfinder des Grünen Punkts, ihre Gemeinnützigkeit aufgeben musste, als sie von einer amerikanischen anlegerprofit-orientierten Investorengruppe übernommen wurde. Die Trägervereine der anderen Branchen sind heute teils Miteigentümer der ARA AG, teils als Einzelunternehmen Mitglied. Da es sich bei Verpackungsglas um nur zwei beteiligte Firmen handelt, und dieser Sektor einen Spezialfall darstellt (Modellbereich des Recyclings, wie auch der Diskussion um Einweg- oder Mehrweggebinde und Pfand), wurde die AGR als Branchenrecyclinggesellschaft bisher behalten.
Zwar sind im Rahmen der EU-Richtlinien zum freien Markt prinzipiell auch andere Sammel- und Verwertungssysteme genehmigungsfähig, bisher wurde aber kein anderes System zugelassen.

## Agenden
Altglas macht in Österreich (Stand 2009) mit 211.600 Tonnen jährlich
7,0 % der Abfälle aus Haushalten und ähnlichen Einrichtungen aus
(welche gesamt 3.895.000 Tonnen/Jahr umfassen),
weitere 47.800 Tonnen kommen in den Restmüll.
Verpackungsglas (Weißglas und Buntglas), das in Haushaltsnahen Bereich in Mülltrennung gesammelt wird, fällt im Ausmaß von 205.900 t/a
(756.000 m³) an,
bildet also den überwiegenden Teil des Altglases, wobei an Glasverpackung etwas über 25 kg (knapp 70 Liter) pro Einwohner anfällt.
Weitere 34.000 Tonnen fallen im Sektor Getrennt gesammelte Altstoffe aus Gewerbe und Industrie an, hier dürfte verhältnismäßig wenig in den Restmüll geraten.
Dabei hat das Glas von 2004 auf 2009 um 11 % zugenommen (getrennt gesammelte Altstoffe aus Haushalten insgesamt um 14,3 %).
Die Erfassungsmenge der AGR betrug 2009 214.431 Tonnen, mit einer Verwertungsquote von über 97 % (zur Verwertung übergebene Menge 208.621 t), 2010 stieg die Menge auf 216.138 t (verwertet 209.904 t).
Die AGR organisiert diese Verpackungsglassammlung aus privaten Haushalten und Betrieben in ganz Österreich, in Zusammenarbeit mit den Gemeinden, privaten und kommunalen Entsorgungsunternehmen, und regionalen Experten. Hauptaufgaben sind Optimierung im Sammelsystem, etwa was die Kosten, die Logistik der Behälter, Standplätze, Touren, oder Entleerungsintervalle, und die bedarfsgerechte Anlieferung als Sekundärrohstoff an die Glasindustrie betrifft. Dabei wirtschaftet sie nach dem europäischen Umweltmanagement Eco Management and Audit Scheme (EMAS).
Rechtsgrundlage für die ganze Abfallwirtschaft sind in Österreich das Abfallwirtschaftsgesetz (AWG) und die Verpackungsverordnung (VerpackVO), in denen die Maßnahmen zur Vermeidung, Verringerung, Verwertung und Entsorgung von Abfällen geregelt sind. Zielsetzung ist, Umwelt und Deponien von Verpackungsabfällen zu entlasten und Verpackungen in eine Kreislaufwirtschaft zu integrieren. Im Besonderen regeln Gesetz und Verordnung die Genehmigung von Sammel- und Verwertungssystemen und ihre Aufgaben und Pflichten, etwa durch Festlegung von zu erreichenden Erfassungsquoten. Austria Glas Recycling ist das gemäß § 29 AWG per Bescheid genehmigte Sammel- und Verwertungssystem für im Haushalts- und Gewerbebereich anfallenden Glasverpackungen,
und gibt die Abnahme- und Verwertungs-Garantie für alle lizenzierten Glasverpackungen und finanziert die Verpackungsglassammlung aus den Lizenzbeiträgen und Altglaserlösen.
Der Vertrag zwischen der ARA und der AGR als Branchenrecyclinggesellschaft (BRG) beruht darauf, dass keinerlei Gewinnerwirtschaftung vorgesehen ist.
Das getrennte Verpackungsglas wird fast vollständig in Österreich  recyclet, bedarfs- und qualitätsbedingte Restmengen zur Verwertung in die Nachbarländer Italien, Deutschland und Tschechien exportiert.
Außerdem bietet die AGR Kommunikation und Beratung für Gemeinden und Abfallverbände und betreut die Öffentlichkeitsarbeit zur richtigen Verpackungsglassammlung. Wie im ganzen ARA-Verbund umfasst das Werbekampagnen zur Bewusstseinsbildung ebenso wie etwa reichhaltiges Material zur Früherziehung im schulischen Bereich.